# Kocia Kępa
Kocia Kępa (deutsch Katzenzagel) war ein Ort in der polnischen Woiwodschaft Ermland-Masuren. Seine Ortsstelle gehört zum Bereich der Gmina Braniewo (Landgemeinde Braunsberg) im Powiat Braniewski (Kreis Braunsberg).
Die Ortsstelle von Kocia Kępa liegt im Nordwesten der Woiwodschaft Ermland-Masuren, 15 Kilometer südöstlich der Kreisstadt Braniewo (Braunsberg).
Der frühere Weiler Katzenzagel bestand aus einem kleinen Gehöft und war ein Wohnplatz der Landgemeinde Blumberg (polnisch Mikołajewo) im ostpreußischen Kreis Braunsberg. Mit der Abtretung des gesamten südlichen Ostpreußen an Polen im Jahre 1945 erhielt der kleine Ort die polnische Namensform „Kocia Kępa“.
Bereits bald nach dem Krieg verliert sich die Spur des kleinen Orts. Vielleicht wurde er nicht wieder besiedelt, vielleicht aber ist er im Nachbarort Mikołajewo (Blumberg), zu dem er schon vor 1945 gehörte, aufgegangen. Er gilt heute offiziell als nicht mehr existent.
Vor 1945 hat Katzenzagel zur römisch-katholischen Kirche in Tolksdorf (polnisch Tolkowiec) im damaligen Bistum Ermland gehört, ebenso zur evangelischen Pfarrkirche Mehlsack (polnisch Pieniężno) in der Kirchenprovinz Ostpreußen der Kirche der Altpreußischen Union.
Die nicht mehr erkennbare Ortsstelle von Kocia Kępa resp. Katzenzagel liegt nördlich der polnischen Woiwodschaftsstraße 507 (frühere deutsche Reichsstraße 142) und ist von Mikołajewo aus zu erreichen.